# Antocha (Antocha) subconfluenta
Antocha (Antocha) subconfluenta is een tweevleugelige uit de familie steltmuggen (Limoniidae). De soort komt voor in het Palearctisch gebied.